# Гасан-заде, Алиакпер Али-Гейдар оглы
Алиакпер Али-Гейдар оглы Гасан-Заде (8 ноября 1939, Баку — 1 июля 2019, Санкт-Петербург) — азербайджанский, советский, российский звукорежиссёр. Заслуженный деятель искусств Российской Федерации (1997). Лауреат Государственной премии Российской Федерации (2001).

## Биография
Алиакпер Гасан-Заде родился 8 ноября 1939 года в Баку в семье артистов.
В 1963 г. окончил электротехнический факультет Ленинградского института киноинженеров. Работал на к/с «Азербайджанфильм»
С 1976 года — звукорежиссёр к/с «Ленфильм». Также работал на киностудиях «Киргизфильм», «Леннаучфильм», «Узбекфильм», «Таджикфильм», «Беларусьфильм», «Казахфильм» и Свердловской к/с.
С 1979 года преподаёт звукорежиссуру.
С 1992 года вёл мастерскую на факультете экранных искусств в Санкт-Петербургском университете кино и телевидения.
С 2007 по 2019 год — профессор кафедры звукорежиссуры Санкт-Петербургского университета кино и телевидения.

## Смерть
Алиакпер Гасан-Заде скончался 1 июля 2019 года в Санкт-Петербурге. Он был болен раком более 5 лет, но старался всячески скрыть свой недуг от родных, близких. Похороны состоялись в Баку, на них пришло около 200 человек.

## Фильмография
- 1977: Убит при исполнении…
- 1978: След росомахи
- 1979: Гонка с преследованием
- 1979: Вернёмся осенью
- 1979: Ранние журавли
- 1980: Благочестивая Марта
- 1981: Вот такая музыка
- 1981: Что бы ты выбрал?
- 1983: Гори, гори ясно...
- 1983: Пацаны
- 1984: Милый, дорогой, любимый, единственный…
- 1984: Ольга и Константин
- 1985: Эй, на линкоре! (в к/а «Мостик»)
- 1986: Наш папа майонез (в к/а Праздник Нептуна)
- 1986: Экскурсант (в к/а Исключения без правил)
- 1987: Взломщик
- 1987: Петроградские гавроши
- 1988: ЧП районного масштаба
- 1989: Бумажные глаза Пришвина
- 1989: Долина предков
- 1990: Воспоминание без даты
- 1991: Лох — победитель воды
- 1991: Невозвращенец
- 1992: Мы едем в Америку (Россия/Швейцария)
- 1992: Трангатан (документальный, Россия)
- 1993: Никотин
- 1994: Год собаки (Россия/Франция)
- 1996: Прости и помилуй (Россия/США) совм. с С. Ортего
- 1998: Я первый тебя увидел (Россия)
- 1999: Барак (Россия/Германия) совм. с К. Кузьминым
- 2000: Мистерии (Россия)
- 2001: Дикарка (Россия)
- 2005: Итальянец (Россия)
- 2005: Красное небо. Чёрный снег (Россия)
- 1999—2006: Сериал Агент национальной безопасности (Россия)
- 2009: С чёрного хода (Россия)

## Награды и звания
- 1997 — Заслуженный деятель искусств Российской Федерации (22 января 1997 года) — за заслуги в области искусства[1].
- 2000 — лауреат премии «Ника» (за фильм «Барак»).
- 2001 — Государственная премия Российской Федерации в области литературы и искусства 2000 года (6 июня 2001 года) — за художественный фильм «Барак»[2].